# اندی کوکلین
اندی کوکلین (انگلیسی: Andy Coughlin؛ زادهٔ ۱۳ ژانویهٔ ۱۹۹۳) بازیکن فوتبال اهل بریتانیا است.
از باشگاه‌هایی که در آن بازی کرده‌است می‌توان به باشگاه فوتبال ترانمره راورز، باشگاه فوتبال بارو، باشگاه فوتبال ساوتپورت، باشگاه فوتبال فلیتوود، و باشگاه فوتبال ورکسام اشاره کرد.
وی همچنین در تیم ملی فوتبال England C بازی کرده‌است.